# V407 Андромеды
V407 Андромеды (лат. V407 Andromedae) — одиночная переменная звезда в созвездии Андромеды на расстоянии (вычисленном из значения параллакса) приблизительно 117322 световых лет (около 35971 парсеков) от Солнца. Видимая звёздная величина звезды — от +16,6m до +15,5m.

## Характеристики
V407 Андромеды — жёлтая пульсирующая переменная звезда типа RR Лиры (RRAB) спектрального класса G. Эффективная температура — около 5256 K.